# Hipparchia anapus
Hipparchia anapus är en fjärilsart som beskrevs av Hans Fruhstorfer 1909. Hipparchia anapus ingår i släktet Hipparchia och familjen praktfjärilar. Inga underarter finns listade i Catalogue of Life.